# Giovanna Corda
Pour les articles homonymes, voir Corda.
Giovanna Corda (née le 2 novembre 1952 à Carbonia, en Sardaigne) est une femme politique belge wallonne d'origine italienne, membre du PS.

## Biographie
Giovanna Corda est diplômée en sciences économiques et possède un certificat d'aptitude à enseigner dans les écoles provinciales et d'aptitude pédagogique de l'État.
Elle est employée polyvalente (commerciale et secrétariat). Professeur dans l'enseignement secondaire supérieur, secteur économie.
Elle est membre de la commission égalité hommes-femmes, de l'union socialiste communale, du Bureau fédéral, du Comité fédéral et du Bureau national du PS.
Elle fut expert auprès de la commission Émigration-immigration de la Région sarde (Italie) (2005) et responsable d'un atelier créatif et culturel (1985).

## Fonctions politiques
- 2000 : Échevine (culture, sports, développement économique, laïcité, égalité des chances, Europe, relations internationales, coopération au développement)
- 2007-2009 : Députée au Parlement européen